# Чилийски пъстър делфин
Чилийският пъстър делфин (Cephalorhynchus eutropia) е вид бозайник от семейство Делфинови (Delphinidae). Видът е почти застрашен от изчезване.

## Разпространение и местообитание
Разпространен е в Чили.
Обитава крайбрежията и скалистите дъна на сладководни и полусолени басейни, океани, заливи, реки и потоци в райони с умерен климат.

## Описание
Теглото им е около 45 kg.
Популацията на вида е намаляваща.